# ابرام در پاریس
ابرام در پاریس فیلمی به کارگردانی اسماعیل کوشان و نویسندگی مهدی سهیلی محصول سال ۱۳۴۳ است.

## داستان
ابرام به همراه پدر دختری که او را جهت همسری برادرش در نظر گرفته، به پاریس سفر می‌کند. در پاریس ابرام درمی یابد که او قصد ازدواج با دختر پاریسی را دارد. ابرام سعی در منصرف ساختن او می‌نماید اما خود نیز شیفتهٔ دختری پاریسی به نام نیکول می‌شود. نیکول از نظر ابرام، علی‌رغم زیبائی و محسناتش چون با اعتقادات و سنت‌های زندگی وی در تضاد است، اگر چه به او شدیداً علاقه‌مند شده، با این حال تصمیم می‌گیرد که به ایران بازگشته و دختری را که برای همسری برادرش، برگزیده، به ازدواج خود درآورد.